# Minuria annua
Minuria annua là một loài thực vật có hoa trong họ Cúc. Loài này được (Tate) Tate ex J.M.Black mô tả khoa học đầu tiên năm 1929.